# ラクーナ・コイル

バンドのロゴ

ラクーナ・コイル (Lacuna Coil) は、イタリア・ミラノ出身のゴシックメタル・バンド。
男女混成のボーカルが特徴。母国ではトップ・グループに位置し、全米チャートの常連となっている。

## 概要・背景

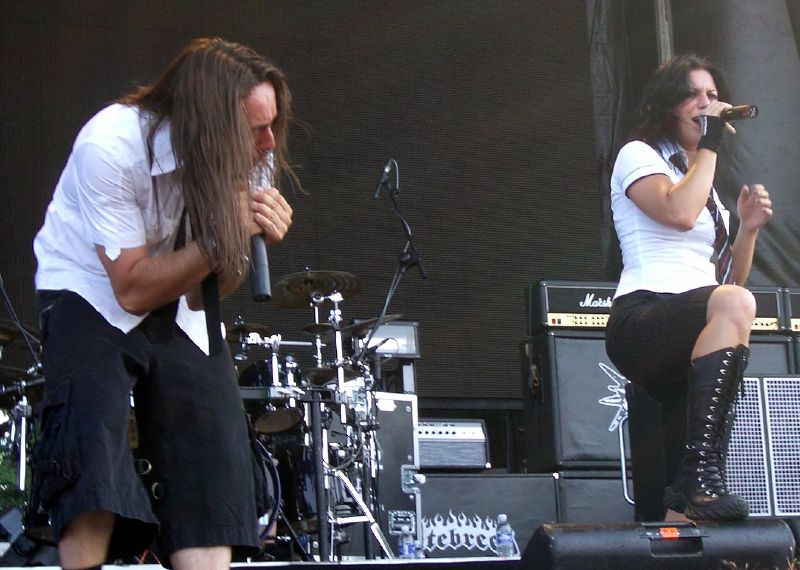
男女混成のボーカル (2006年)

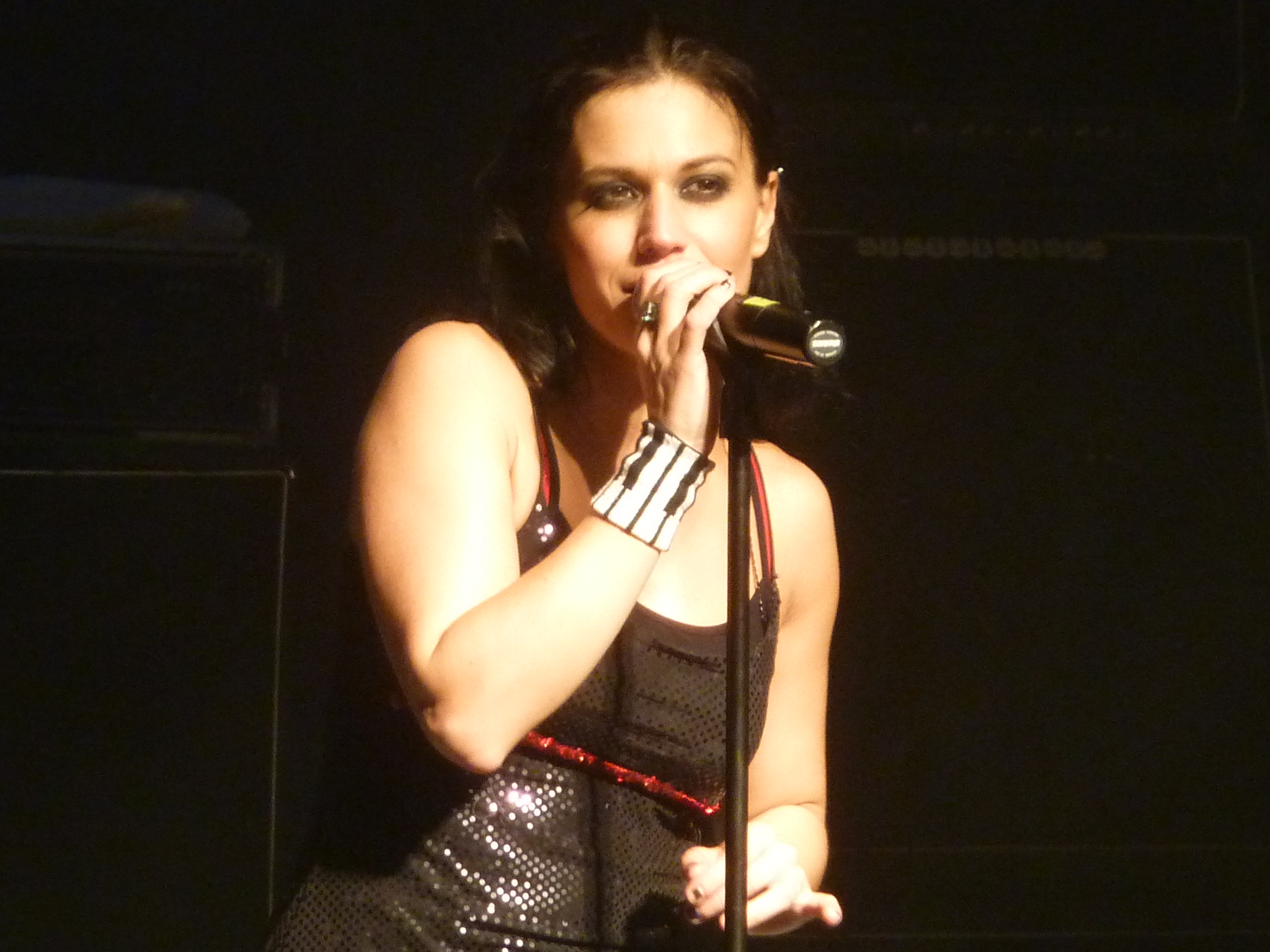
クリスティーナ・スカビア(Vo) 2010年

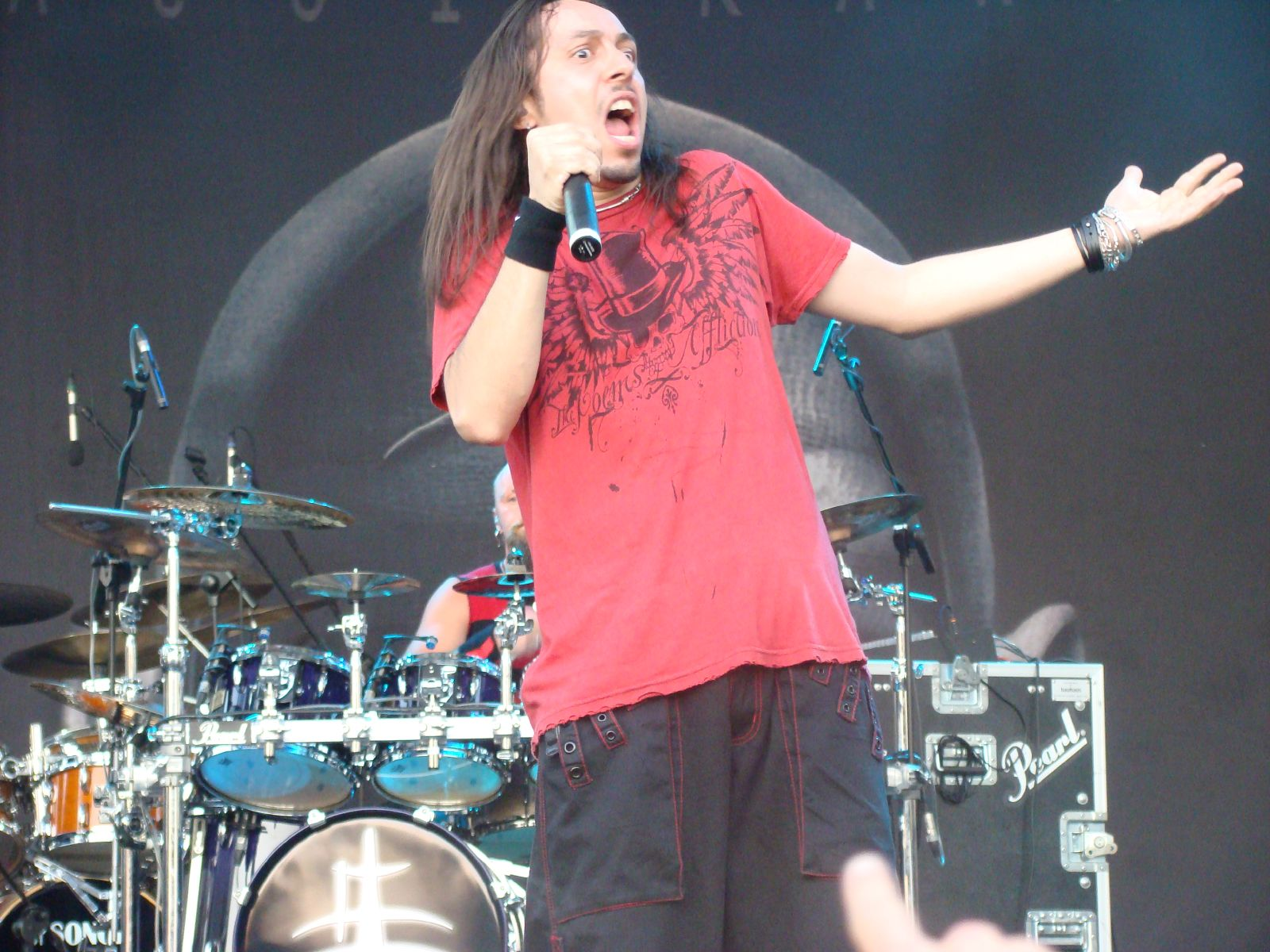
アンドレア・フェロー(Vo) 2007年

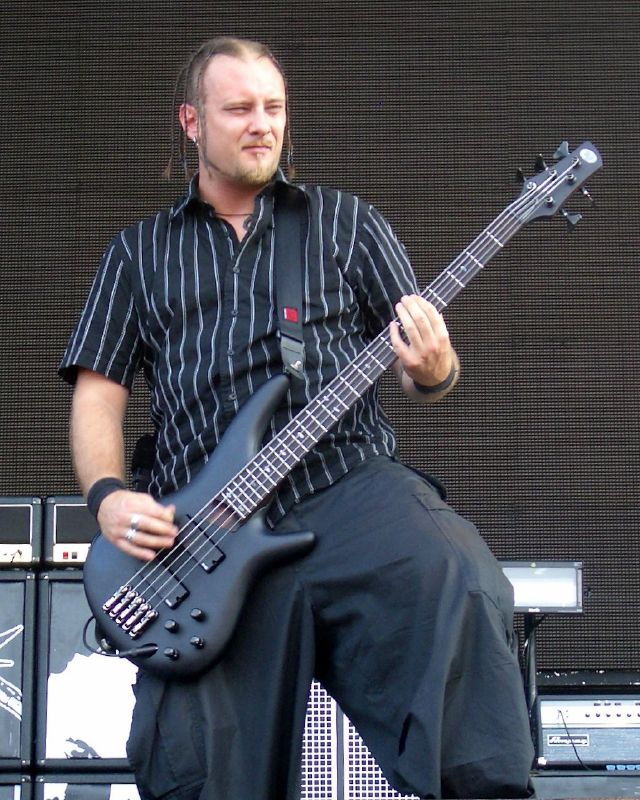
マルコ・コッティ・ゼラッティ(B) 2006年

結成
1994年、アンドレア・フェロー(Vo)とマルコ・コッティ・ゼラッティ(B)を中心に、「Sleep of Right」という名で結成。その後「Ethereal」と改名する。
レコーディングのバックアップボーカルとして雇った友人 クリスティーナ・スカビア(Vo)との、男女混成のボーカルスタイルを気に入り、メンバーに加わる。
改名〜デビュー
デモテープが評価されてレコード契約に成功するが、同じ名のバンドが存在していたため、「ラクーナ・コイル」と改名する。1997年に、ミニアルバムでデビュー。オランダのゴシック・ロック・バンド「ザ・ギャザリング」などに連なる、ゴシックメタル直系のサウンドを特徴としていた。
日本では、ラクーナ・コイルと読んでいるが、本国での読み方はラキューナ・コイルである。
1999年にフルアルバム『In a Reverie』、2001年に2ndアルバム『Unleashed Memories』をリリース。
2000年代
2002年の3rdアルバム『COMALIES』が、全米ビルボードにチャートインして、米国でも高い評価を受ける。
2004年にはオジー・オズボーン主催「オズフェスト」に出演、そのパフォーマンスは喝采を受け、2006年にも出演。同年発表の4thアルバム『KARMACODE』が全米チャート28位にランクインし、人気を決定付ける。
2007年にはLOUD PARK 07にて初来日。2009年、5thアルバム『Shallow Life』をリリース、全米ビルボードチャート16位にランクイン。
2010年代
2012年、6thアルバム『DARK ADRENALINE』をリリースし、全米ビルボードチャート15位にランクイン。同年にベルギー主宰の音楽賞「Metal Female Voices Fest」を受賞した。
7thアルバム『Broken Crown Halo』を挟んだ2014年・15年に主要メンバーが離脱したものの、メンバーを補充した新体制での8thアルバム『Delirium』を2016年にリリース。

## 特色
ゴシックメタルを基礎に持っているが、キャッチーな要素も大きい。その特徴として、クリスティーナ・スカビアとアンドレア・フェローの巧みなデュエットが挙げられる。質の高い音楽性はデビュー時から備えていたが、他のゴシックメタル・バンドが音楽性を変えてゆく中で、自らの音楽性を確固として保ったまま着実に成長したために人気は拡大。近年はニュー・メタルの様式を取り入れながらも、頭ひとつ飛び出た存在となっている。
読み方は「ラキューナ・コイル」が英語読みに近いが、日本における公式の読み方は「ラクーナ・コイル」である。

## メンバー
- クリスティーナ・スカビア Cristina Scabbia - ボーカル (1996- )
- アンドレア・フェロー Andrea Ferro - ボーカル (1994- )
- マルコ・コッティ・ゼラッティ Marco Coti Zelati - ベース (1994- )
- リャン・フォルデン Ryan Blake Folden - ドラムス(2016- )
- ディアゴ・カバロッティ Diego Cavallotti - ギター(2014- )

## 旧メンバー
- ミケランジェロ・アルガルディ Michaelangelo Algardi — ドラムス (1994)
- ラッファエーレ・ザガリア Raffaele Zagaria — ギター (1994-1998)
- クラウディオ・レオ Claudio Leo — ギター (1994-1998) R.I.P.2013 [43]
- レオナルド・フォーティ Leonardo Forti — ドラムス (1994—1998)
- クリスティアーノ・ミグリオーレ Cristiano"Pizza"Migliore — ギター (1998-2014)
- クリスティアーノ・モツァッティ Cristiano"CriZ"Mozzati — ドラムス (1998-2014)
- マルコ・ビアッツィ Marco"Maus"Biazzi — ギター (1999-2015)

## ディスコグラフィ
アルバム
- Ethereal (1996) ※Demo
- Lacuna Coil (1997) ※EP
- イン・ア・レバリー - In a Reverie (1999)
- Halflife (2000) ※EP
- アンリーシュト・メモリーズ - Unleashed Memories (2001)
- コマリーズ - Comalies (2002) 全米178位
- カーマコード - Karmacode (2006) 全米28位
- Visual Karma (Body, Mind and Soul) (2008) ※ライブアルバム/ビデオ
- シャロウ・ライフ - Shallow Life (2009) ※全米16位
- ダーク・アドレナリン - Dark Adrenaline (2012) ※全米15位
- ブロークン・クラウン・ヘイロー - Broken Crown Halo (2014) ※全米27位
- デリリウム - Delirium (2016) 全米33位
- The 119 Show - Live in London (2018) ※ライブアルバム
- ブラック・アニマ - Black Anima (2019)
- Live from the Apocalypse (2021) ※ライブアルバム
- コマリーズ XX - Comalies XX (2022)
- Sleepless Empire (2025)

## 日本公演
- 2007年 LOUD PARK 07
- 2016年 LOUD PARK 16
- 2022年 LACUNA COIL Tokyo Show 2022（12月16日、渋谷ストリームホール）※オープニング・アクトとして日本のバンド『Amiliyah』が出演[6]。